# Dora (Alabama)
Dora – miasto w Stanach Zjednoczonych, w stanie Alabama, w hrabstwie Walker. W roku 2023 miasto zamieszkiwało 2255 osób, a gęstość zaludnienia wynosiła 115,6 osoby/km².